# کارل هاگنبک

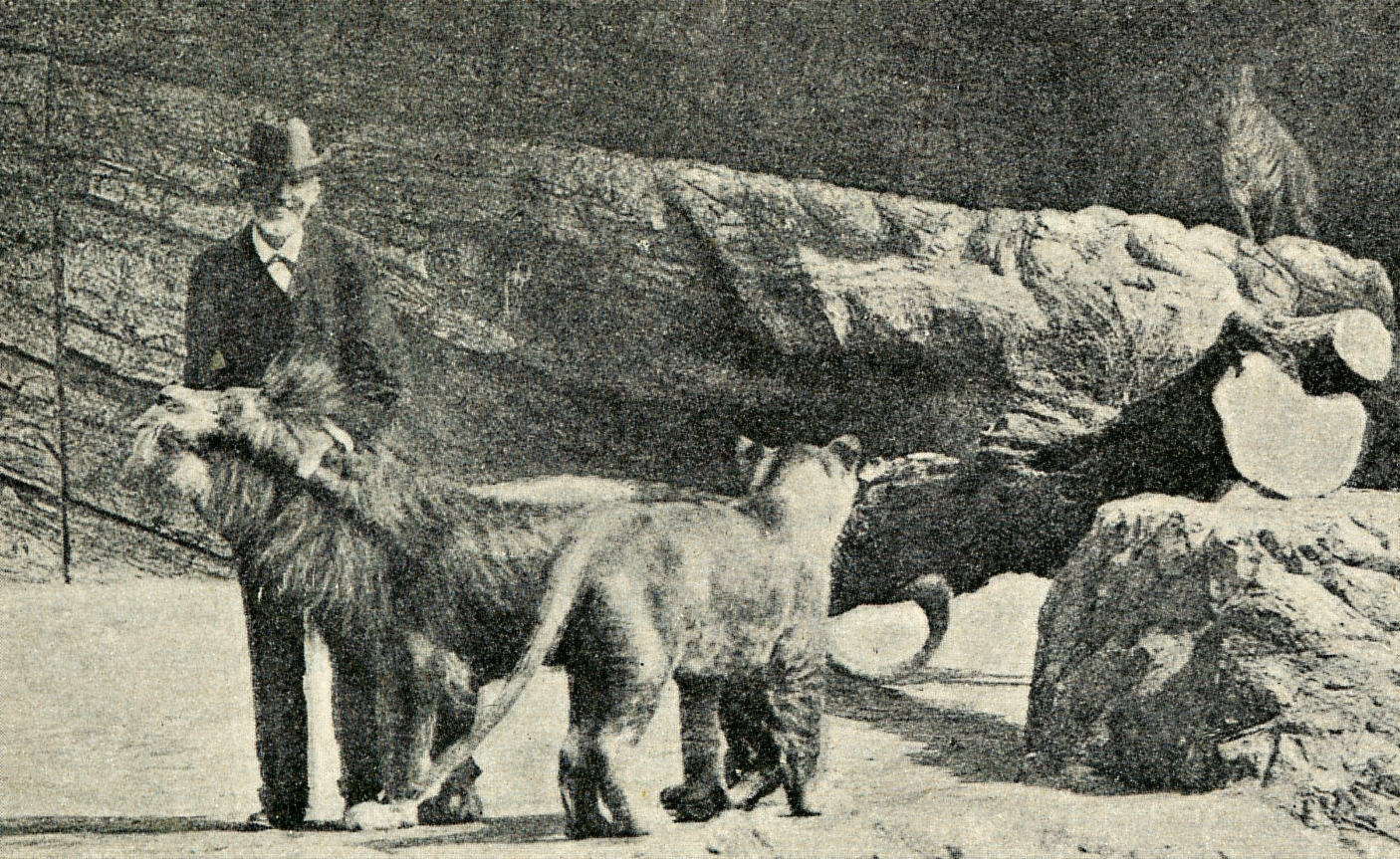
هاگنبک با شیرهایش

کارل هاگنبک (۱۰ ژوئن ۱۸۴۴ - ۱۴ آوریل ۱۹۱۳) تاجری آلمانی بود که برای بسیاری از باغ وحش های اروپا و همچنین فیناس تیلور بارنوم حیوان وحشی تأمین می کرد.  او با ایجاد محوطه‌هایی برای حیوانات که میله‌های محافظ نداشت و به زیستگاه طبیعی آنها شبیه‌تر بود باغ وحش مدرن را به وجود آورد.  تحولاتی که او در معماری باغ وحش صورت داد به انقلاب هاگنبک معروف است.  هاگنبک موفق ترین باغ وحش خصوصی آلمان را با نام «تیرپارک هاگنبک» تأسیس کرد که در سال ۱۹۰۷ به مکان فعلی خود در منطقه استلینگن هامبورگ منتقل شد. وی همچنین نمایش‌های قوم‌شناختی به راه می‌انداخت و پیشگام نمایش انسان در کنار حیوانات در باغ وحش های انسانی بود. 